# Seznam divizij po zaporednih številkah (150. - 199.)
Seznam divizij po zaporednih številkah - divizije od 150. do 199.

## 150. divizija
Pehotne
- 150. strelska divizija (ZSSR)
- 150. trenažna divizija (Wehrmacht)

## 151. divizija
Pehotne
- 151. pehotna divizija »Perugia«
- 151. rezervna divizija (Wehrmacht)
- 151. strelska divizija (ZSSR)

## 152. divizija
Pehotne
- 152. pehotna divizija »Piceno«
- Divizija št. 152 (Wehrmacht)
- 152. strelska divizija (ZSSR)

## 153. divizija
Pehotne
- 153. pehotna divizija »Macerta«
- 153. grenadirska divizija (Wehrmacht)
- 153. strelska divizija (ZSSR)

## 154. divizija
Pehotne
- 154. pehotna divizija »Murge«
- 154. pehotna divizija (Wehrmacht)
- 154. strelska divizija (ZSSR)

## 155. divizija
Pehotne
- 155. pehotna divizija »Emilia«
- 155. strelska divizija (ZSSR)

Oklepne
- 155. rezervna tankovska divizija (Wehrmacht)

## 156. divizija
Pehotne
- 156. pehotna divizija »Vicenza«
- 156. rezervna divizija (Wehrmacht)
- 156. strelska divizija (ZSSR)

## 157. divizija
Pehotne
- 157. pehotna divizija (ZDA)
- 157. pehotna divizija »Novara«
- 157. strelska divizija (ZSSR)

Gorske
- 157. gorska divizija (Wehrmacht)

## 158. divizija
Pehotne
- 158. pehotna divizija »Zara«
- 158. rezervna divizija (Wehrmacht)
- 158. strelska divizija (ZSSR)

## 159. divizija
Pehotne
- 159. pehotna divizija »Veneto«
- 159. pehotna divizija (Wehrmacht)
- 159. strelska divizija (ZSSR)

## 160. divizija
Pehotne
- 160. strelska divizija (ZSSR)
- 160. pehotna divizija (Wehrmacht)

## 161. divizija
Pehotne
- 161. strelska divizija (ZSSR)
- 161. pehotna divizija (Wehrmacht)

## 162. divizija
Pehotne
- 162. pehotna divizija (Wehrmacht)
- 162. turkmenistanska pehotna divizija (Wehrmacht)
- 162. strelska divizija (ZSSR)

## 163. divizija
Pehotne
- 163. strelska divizija (ZSSR)
- 163. pehotna divizija (Wehrmacht)
- 163. motorizirana strelska divizija (ZSSR)

## 164. divizija
Pehotne
- 164. divizija (Kitajska)
- 164. divizija (Francija)
- 164. pehotna divizija (Wehrmacht)
- 164. strelska divizija (ZSSR)

## 165. divizija
Pehotne
- 165. divizija (Kitajska)
- 165. divizija (Francija)
- 165. strelska divizija (ZSSR)

## 166. divizija
Pehotne
- 166. pehotna divizija (Wehrmacht)
- 166. strelska divizija (ZSSR)
- 166. divizija (Kitajska)

## 167. divizija
Pehotne
- 167. strelska divizija (ZSSR)
- 167. ljudskogrenadirska divizija (Wehrmacht)

## 168. divizija
Pehotne
- 168. strelska divizija (ZSSR)
- 168. pehotna divizija (Wehrmacht)

## 169. divizija
Pehotne
- 169. pehotna divizija (Wehrmacht)
- 169. strelska divizija (ZSSR)
- 169. divizija (Kitajska)

## 170. divizija
Pehotne
- 170. pehotna divizija (Wehrmacht)
- 170. strelska divizija (ZSSR)
- 170. divizija (Kitajska)
- 170. divizija (Kambodža)

## 171. divizija
Pehotne
- 171. strelska divizija (JLA)
- 171. rezervna divizija (Wehrmacht)
- 171. strelska divizija (ZSSR)

## 172. divizija
Pehotne
- 172. strelska divizija (ZSSR)
- 172. rezervna divizija (Wehrmacht)

## 173. divizija
Pehotne
- 173. strelska divizija (ZSSR)
- 173. rezervna divizija (Wehrmacht)

## 174. divizija
Pehotne
- 174. strelska divizija (ZSSR)
- 174. divizija (Kitajska)

## 176. divizija
Pehotne
- 176. strelska divizija (ZSSR)
- 176. pehotna divizija (Wehrmacht)

## 178. divizija
Pehotne
- 178. strelska divizija (ZSSR)
- 178. divizija (Kitajska)

## 179. divizija
Pehotne
- 179. divizija (Kitajska)
- 179. strelska divizija (ZSSR)

Tankovske
- 179. rezervna tankovska divizija (Wehrmacht)

Letalske
- 179. bombniška letalska divizija (ZSSR)

## 180. divizija
Pehotne
- 180. strelska divizija (ZSSR)
- 180. pehotna divizija (Wehrmacht)

## 181. divizija
Pehotne
- 181. pehotna divizija (Wehrmacht)
- 181. strelska divizija (ZSSR)
- 181. divizija (Kitajska)

## 182. divizija
Pehotne
- 182. strelska divizija (ZSSR)
- 182. rezervna divizija (Wehrmacht)

## 183. divizija
Pehotne
- 183. strelska divizija (ZSSR)
- 183. ljudskogrenadirska divizija (Wehrmacht)

## 184. divizija
Pehotne
- 184. strelska divizija (ZSSR)
- 184. padalska divizija »Nembo«

## 185. divizija
Pehotne
- 185. strelska divizija (ZSSR)

Padalske
- 185. padalska divizija »Folgore«

Letalske
- 185. lovska letalska divizija (ZSSR)

## 186. divizija
Pehotne
- 186. strelska divizija (ZSSR)
- 186. divizija (Kitajska)

## 187. divizija
Pehotne
- 187. strelska divizija (ZSSR)
- 187. rezervna divizija (Wehrmacht)

## 188. divizija
Pehotne
- 188. strelska divizija (ZSSR)

Gorske
- 188. gorska divizija (Wehrmacht)

## 189. divizija
Pehotne
- 189. strelska divizija (ZSSR)
- 189. rezervna divizija (Wehrmacht)

## 190. divizija
Pehotne
- 190. pehotna divizija (Wehrmacht)
- 190. strelska divizija (ZSSR)

Letalske
- 190. lovska letalska divizija (ZSSR)

## 191. divizija
Pehotne
- 191. strelska divizija (ZSSR)
- 191. rezervna divizija (Wehrmacht)

## 192. divizija
Pehotne
- 192. strelska divizija (ZSSR)
- 192. divizija (Nemško cesarstvo)

## 193. divizija
Pehotne
- 193. strelska divizija (ZSSR)

Letalske
- 193. lovska letalska divizija (ZSSR)

## 194. divizija
Pehotne
- 194. strelska divizija (ZSSR)
- 194. divizija (Kitajska)

Gorske
- 194. gorska strelska divizija (ZSSR)

## 195. divizija
Pehotne
- 195. strelska divizija (ZSSR)

Letalske
- 195. lovska letalska divizija (ZSSR)

## 196. divizija
Pehotne
- 196. pehotna divizija (Wehrmacht)
- 196. strelska divizija (ZSSR)

## 197. divizija
Pehotne
- 197. strelska divizija (ZSSR)
- 197. pehotna divizija (Wehrmacht)

## 198. divizija
Pehotne
- 198. pehotna divizija (Wehrmacht)
- 198. divizija (Kitajska)
- 198. strelska divizija (ZSSR)

Motorizirane
- 198. motorizirana strelska divizija (ZSSR)

## 199. divizija
Pehotne
- 199. pehotna divizija (Wehrmacht)
- 199. strelska divizija (ZSSR)